# Баранелло
Баранелло (итал. Baranello) —  коммуна в Италии, располагается в регионе Молизе, в провинции Кампобассо.
Население составляет 2745 человек (2008 г.), плотность населения составляет 114 чел./км². Занимает площадь 24 км². Почтовый индекс — 86011. Телефонный код — 0874.
Покровителем коммуны почитается архангел Михаил, празднование 8 мая.

## Демография
Динамика населения:

## Администрация коммуны
- Официальный сайт: http://www.comune.baranello.cb.it/